# Heuringhem
Heuringhem település Franciaországban, Pas-de-Calais megyében. Lakosainak száma 1389 fő (2022. január 1.). Heuringhem Blendecques, Quiestède, Racquinghem, Wardrecques, Campagne-lès-Wardrecques, Ecques és Helfaut községekkel határos.

## Népesség
A település népességének változása:
| Lakosok száma | 1331 | 1340 | 1391 | 1339 | 1350 | 1360 | 1371 | 1379 | 1389 |
|               | 2013 | 2015 | 2016 | 2017 | 2018 | 2019 | 2020 | 2021 | 2022 |